# KARA
KARA（カラ、朝: 카라）は、2007年に結成した韓国の5人組女性歌手グループ。RBW所属。公式ファンクラブ名はKAMILIA（カミリア、朝: 가미리아）。2016年に事実上の解散をしたが、15周年記念アルバムのリリースに伴い2022年に再結成。
DSP ENT（現 DSPメディア）より第二のFin.K.L誕生を目指して、2007年3月29日にミニアルバム『the First Bloooooming』でデビュー。少女時代と並び、日本におけるK-POPブームの火付け役として知られており、2011年にはNHK紅白歌合戦に出場した。
グループ名「KARA」は、朝鮮語で音調やリズムを意味する「カラク（朝: 가락）」に、ギリシャ語で喜びや嬉しさを表す「ハラー（希: χαρά、羅: chará）」を加えて、「音楽を通じて喜びを与えたい」という想いを込めている。

## 来歴

### the First Bloooooming：KARA結成
2007年3月29日、1集アルバム『the First Bloooooming』を発売。同日に、M! Countdownでタイトル曲の「Break It」を初披露し、パク・ギュリ、ハン・スンヨン、チョン・ニコル、ソンヒの4人組としてデビューを果たした。
「Break It」に続いて、「맘에 들면 (If U wanna)」、「Secret World」の曲で活動を行い、次のアルバム準備のため同年9月を最後にプロモーション活動を終了。この時点ではそう遠くない時期に新しいアルバムを発表し、活動を再開することが予告されていた。しかし、この年の新人賞も候補にはなったが受賞はできず、Wonder Girlsや少女時代といった他のガールズグループの後塵を拝すこととなっていた。不調に終わったプロモーション活動とソンヒの脱退（後述）により、KARAは10か月あまり、グループとしての活動がない空白期間を迎えることとなってしまう。その期間中、大学を浪人していたスンヨンがケーブルや地上波でソロ活動をしていた。

### メンバーの脱退と加入
2008年、ソンヒが学業への専念を理由に脱退。所属事務所は、KARAの今後について、メインボーカルとサブボーカルをケーブルチャンネルのMnetと連動して公開オーディションで選抜し、4月に5人組のグループとして活動を再開すると発表した。書類審査も含め、約6000人の候補者がいたが、最終オーディションでは、ク・ハラ、ハ・ヒョンジ、イ・アルムが残った。詳細は不明だが、ク・ハラ以外の2名が辞退し、当時中学生だったカン・ジヨンが追加された。

### 1st Mini Album：新生KARA誕生
2008年7月24日、追加メンバーのク・ハラ、カン・ジヨンの2人が加わった新生KARAとして「Rock U」を『M! Countdown』で初披露。その翌日に『1st Mini Album』を発売。1集アルバムと異なり、Cuteで活動的なイメージを全面的に押し出したアルバムであり、プロモーション活動もそのイメージで展開された。また、1集アルバムプロモーション時は、歌謡番組を中心に活動していたが、新生KARAとなってからはバラエティ番組にも積極的に出演するようになった。ギュリは、プロモーションイメージに合わせるため10年間伸ばし続けていた髪を短くした。『1st Mini Album』のプロモーションは9月までの2か月あまり行われた。
10月13日、初のデジタルシングル『GOOD DAY Season2』を発表。この曲は『1st Mini Album』収録曲の「Good Day」と同じ曲であるが、アレンジが変更されている。また、同曲のメイキング映像とオフショット映像で構成されたミュージックビデオも公開。

### Pretty Girl：音楽番組で初の首位
2008年12月4日、2ndミニアルバム『Pretty Girl』を発売。同日に、タイトル曲の「Pretty Girl」を『M! Countdown』で初披露し、プロモーション活動を開始。12月5日、『ミュージックバンク』のカムバックステージで披露された「Pretty Girl」のパフォーマンス中にハラがステージ上の紙吹雪に足を滑らせてニコルの足をふんでしまい、続けて「Ah-」という声を出してしまった様子がそのまま放映されてしまった。初披露に先立つ11月29日、「Pretty Girl」のティーザー映像が公開されると、12時間で40000以上の閲覧数があり最終的に「Pretty Girl」はヒットチャートで2位を獲得することとなった。
2009年2月14日、「Honey」を『ミュージックバンク』で初披露、2月16日に『2nd Mini Album Special Edition』を発表しプロモーション活動を開始。「Honey」は『Pretty Girl』1曲目の「하니（ハニー）」のアレンジを変更したものであったが、3月5日には『M! Countdown』で、3月8日には『SBS人気歌謡』で1位を獲得し、歌謡番組のヒットチャートで初めて首位に輝いた。さらに翌週も引き続き1位を獲得した。
4月をもって、次のアルバム準備のためにプロモーション活動を終了。ただ、この後各種メディアへの露出が極端に減ったわけではなく、6月4日には携帯ゲームサイト "I-Musician"との連動企画で、デジタルシングル第2弾『同じ気持ち』をリリースした。

### Revolution：トップアイドルへ

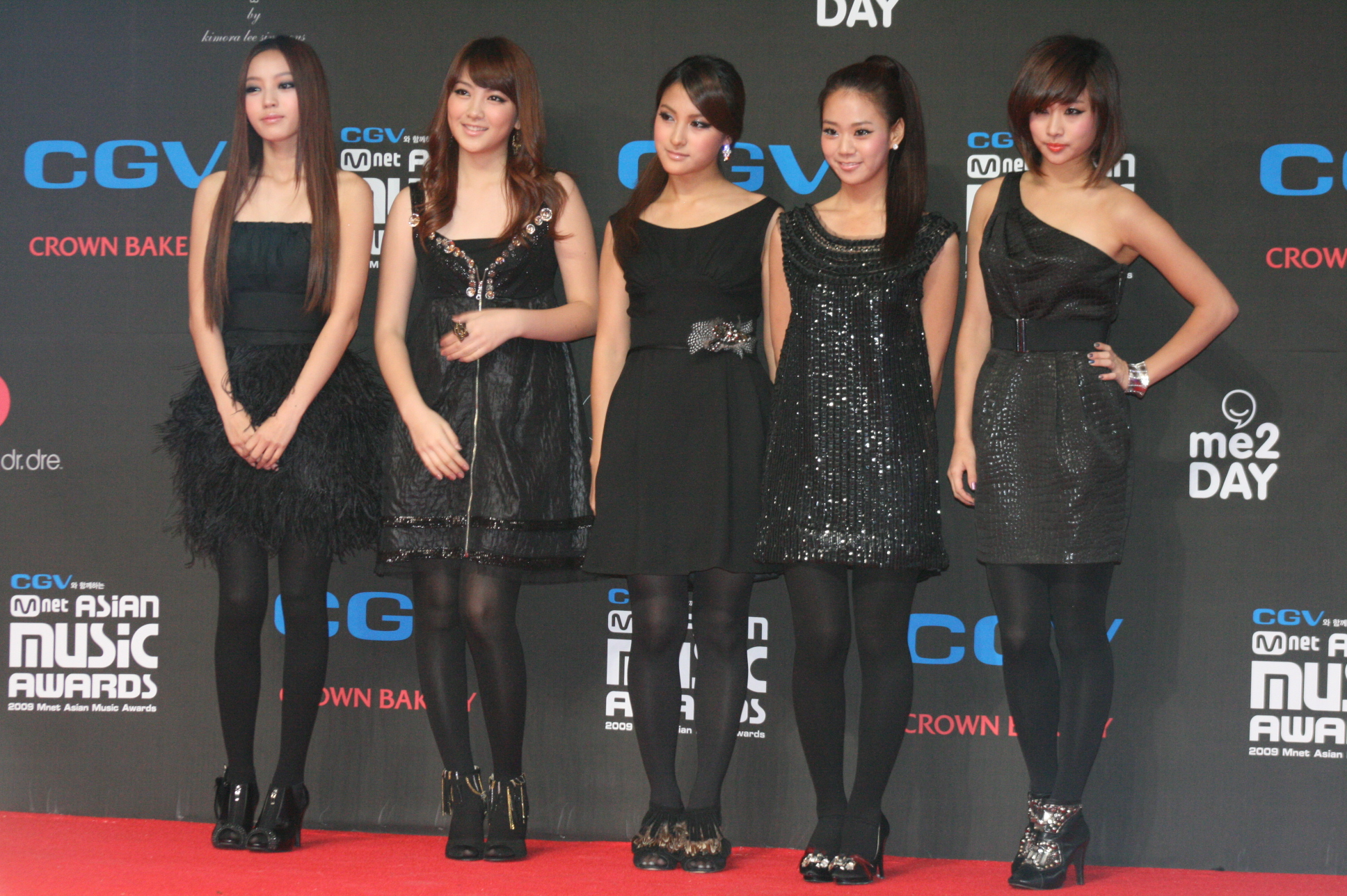
第11回Mnet Asian Music Awardsにて（2009年11月21日）

2009年7月30日、新生KARA初のフルアルバムである、2集アルバム『Revolution』を発表。その翌日にミュージックバンクで収録曲「Wanna」、「Mr.」を初披露しプロモーション活動を開始。それまでのキュートなイメージを覆し、ウエストラインを強調したセクシーな衣装・振付と、ポップでダンサブルな曲調に、メンバーは減量してスタイリッシュになった。「Mr.」の振付の特徴であるヒップダンスが、これはメンバーのニコルが考えたものである。結局、事務所は「Wanna」と「Mr.」のダブル・タイトルによるプロモーション活動を決定した。
8月30日、「Wanna」はSBS人気歌謡のヒットチャートで1位を獲得した。続く「Mr.」の大ヒットを受けて、少女時代、Wonder Girlsとともに、韓国の人気ガールズグループとなった。「Mr.」はチャート1位こそ取れなかったが、ヒップダンスは評判になった。同時に各メンバーもレギュラー番組を複数持った。
2010年1月4日より放送のドラマ『星をとって（별을 따다줘）』の主題歌を担当。

### LUPIN：韓国三大歌謡番組で初の3冠

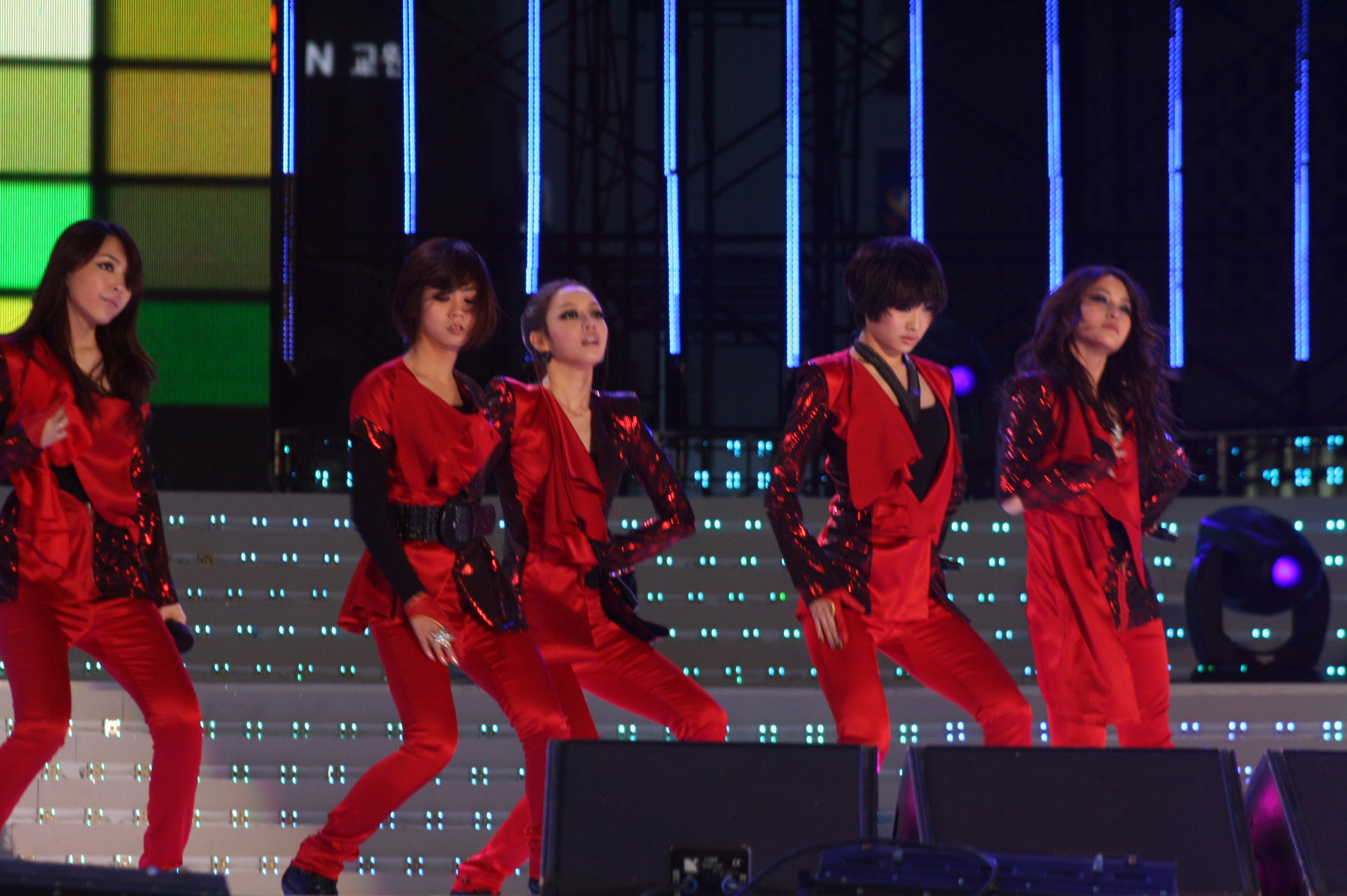
（2010年3月7日）

2010年2月17日午前0時、3rdミニアルバム『Lupin』のデジタル音源の発売が開始され、その翌日にCDもリリースされた。2月25日、『M! Countdown』で「LUPIN」、「Umbrella」を初披露しプロモーション活動を開始。3月4日、『M! Countdown』で1位となる。また翌週も引き続き同番組で1位を獲得、さらに同週の『ミュージックバンク』、『SBS人気歌謡』でも1位を獲得し、KARAとしては初の韓国三大歌謡番組において全て1位獲得という三冠の快挙を達成した。『ミュージックバンク』で1位をとったのはデビュー以来初めて。同番組では翌週、翌々週と3週連続で1位を獲得した。4月15日、『M! Countdown』のステージを最後に、プロモーション活動を終了。スンヨンは番組収録前の撮影中に事故に遭い、右腕にギプスをして肩からつった状態で出演した。この週は、韓国哨戒艦沈没事件の影響を受けて、Mnet以外の地上波3局の歌謡番組は放送中止となった。
4月16日、2010 FIFAワールドカップの韓国代表の応援曲として、「We're with you」を発売することを発表。
6月2日に投票が行われた第5回地方選挙で中央選挙管理委員会の広報大使を務めた。
8月31日、日本でデビューしたKARAが、韓国ファンのためにデジタルシングル『2ME』をリリースした。

### Jumping
2010年11月10日、4thミニアルバム『Jumping』のデジタル音源の発売が開始された。11月20日、『Jumping』のCDがリリースされた。12月10日のMusic Bankで、12月12日のSBS人気歌謡でも1位を獲得。「Jumping」の日本語版と朝鮮語版の振付では変更された箇所が少しある。サビの変更についてニコルは、前者をジャンピンダンス、後者をスキージャンプと呼んでいる。
2011年5月11日、騒動終結後初めてとなる、KARAとして2回目の韓国公式ファンミーティング「今、伝えたい言葉…」を、6月11日午後6時にソウル市松坡区蚕室洞の蚕室室内体育館で開催することを発表し、同時に今後「6月11日」は『KAMILIA デー』とされた。
8月10日、「韓国訪問の年記念2011年K-POP Cover Dance Festival」のPR大使に任命された。

### STEP：初の単独コンサート開催

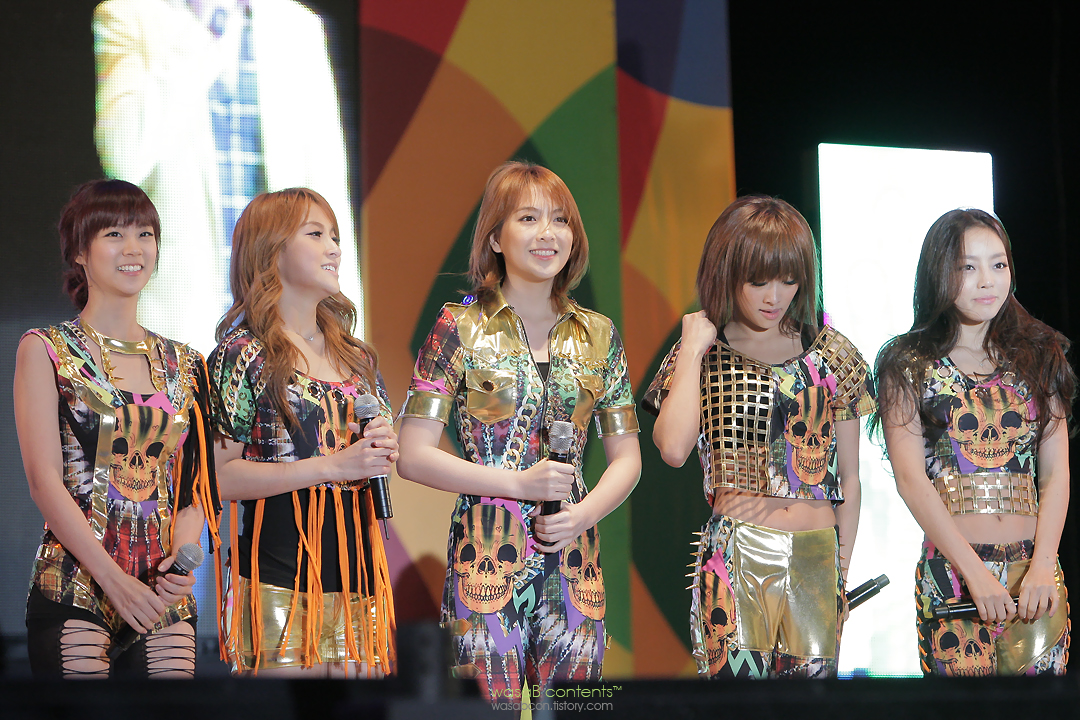
Cultwo Showにて（2011年10月3日）

2011年9月6日午前0時、3集アルバム『STEP』の音源を公開した。韓国主要音源サイトリアルタイムチャート1位を独占、またCD売り上げチャートの主要サイトであるHenterチャートでリアルタイムおよびデイリー1位を獲得した。タイトル曲「STEP」は「LUPIN」以来2度目の韓国三大歌謡番組3冠を達成した。YouTubeで公開された同曲のミュージックビデオはその後も再生され続け、発表から8年6か月後の2020年3月には再生回数が1億回を突破している。
2012年2月18日、ソウルオリンピック公園の体操競技場にて、初めてとなる単独コンサート「KARASIA」を開催した。
6月5日、韓国の観光振興に貢献した個人や団体に贈られる「韓国観光の星」功労賞に選定され、6月12日、ソウルにて授賞式が行なわれた。

### PANDORA

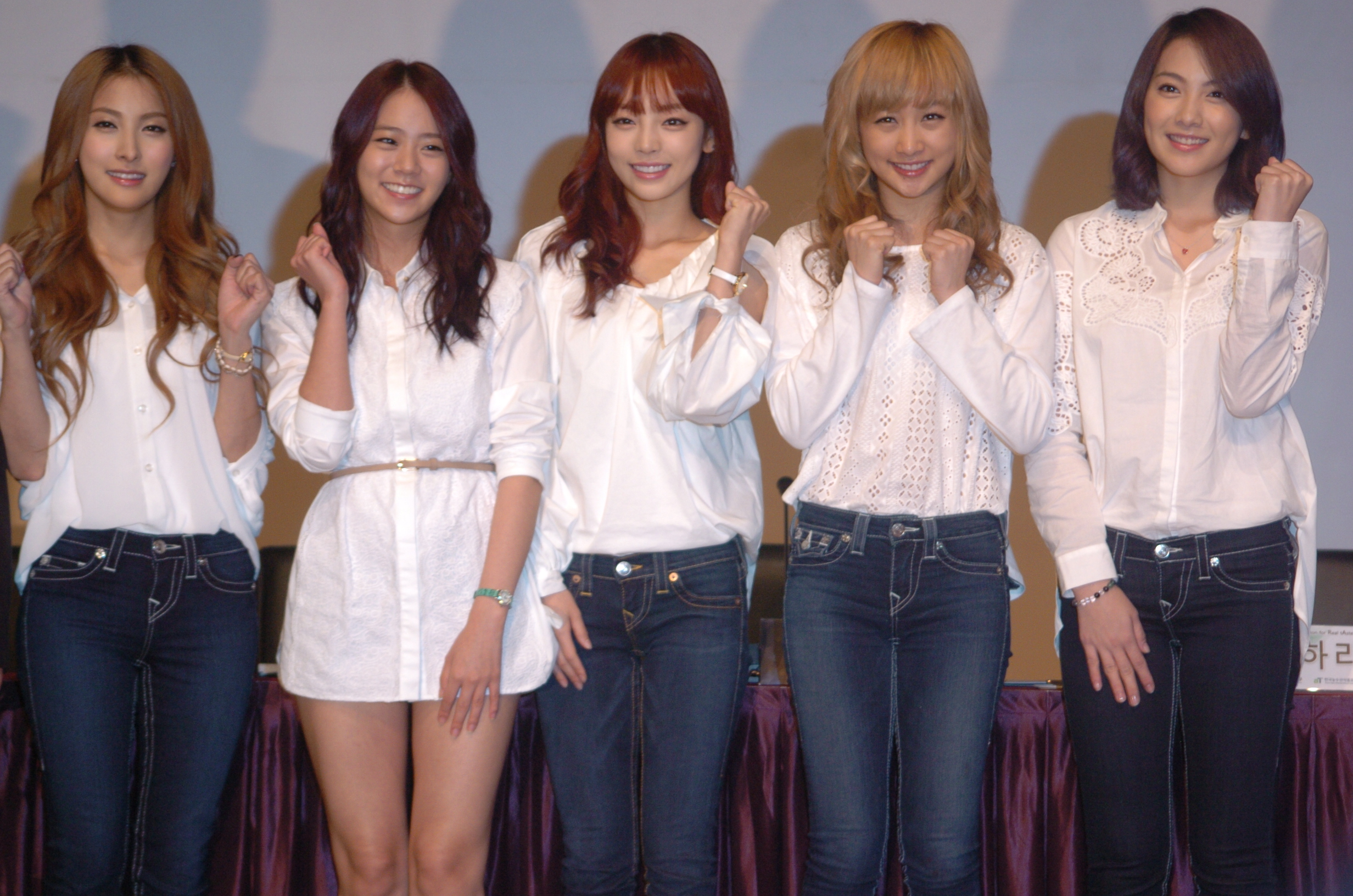
（2012年9月2日）

2012年8月22日、5thミニアルバム『PANDORA』をリリース。
8月23日、タイトル曲「Pandora」は、39日間音源チャートで首位を独走していたPSYの「江南スタイル」を抜き、韓国主要音源チャートにてリアルタイムで首位に立った。
8月29日、韓食（K-Food）広報大使に就任する。
9月7日、『ミュージックバンク』で、3週連続1位だったPSYの「江南スタイル」を、僅差で抜き1位を獲得。
9月13日、『M! Countdown』で、T-ARAのSexy Loveを抜き、1位を獲得。これにより、10月にタイで行われるMCountdown Smile-Thailandへの合流が決定した。

### Full Bloom

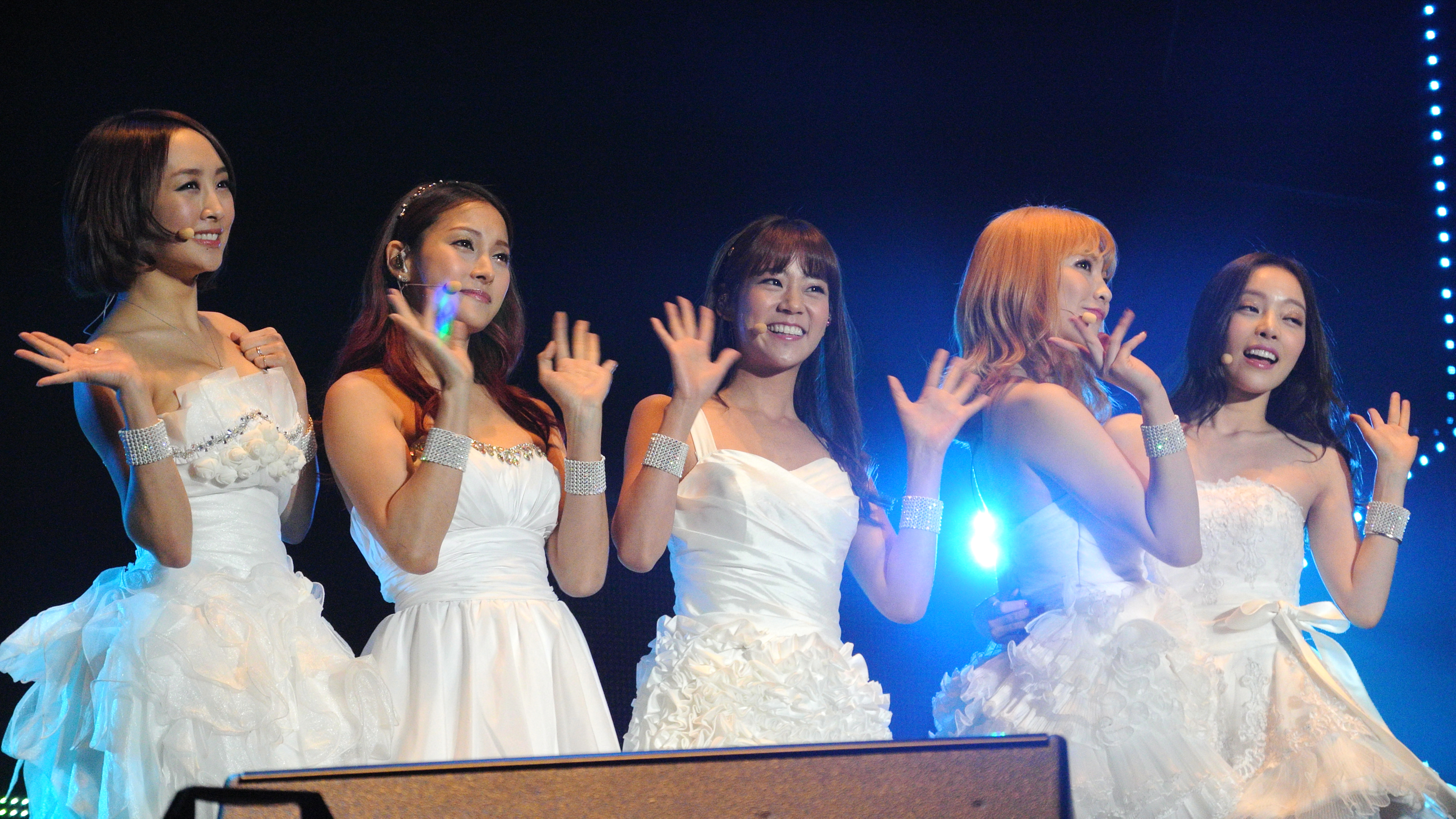
DSP Festivalにて（2013年12月14日）

2013年9月2日、4集アルバム『Full Bloom』をリリース。このアルバムが韓国国内では、ギュリ、スンヨン、ニコル、ハラ、ジヨンでのKARAの最後の作品であり、プロモーション活動となった。
9月2週の『ミュージックバンク』でタイトル曲「Damaged Lady」で1位を獲得。この週は『ミュージックバンク』の特番があり、1位になる場面は放送されなかった。
12月31日、MBC『2013歌謡大祭典』にて「代表曲メドレー」を披露。翌年の1月にニコルが事務所と再契約しない意向を伝えている状態の中での披露であり、これが5人で行う最後のステージ披露となった。

### 再びメンバーの脱退と加入
2014年1月16日をもって、初期メンバーであるニコルが所属事務所との契約が終了し、グループを脱退。4月5日、2期メンバーであるジヨンが契約満了をもって脱退。
7月1日、KARAの新メンバーを選抜するオーディション番組『KARAプロジェクト』に参加したDSPメディアの練習生であるホ・ヨンジが新メンバーに選出された。

### DAY & NIGHT：新生KARA再び

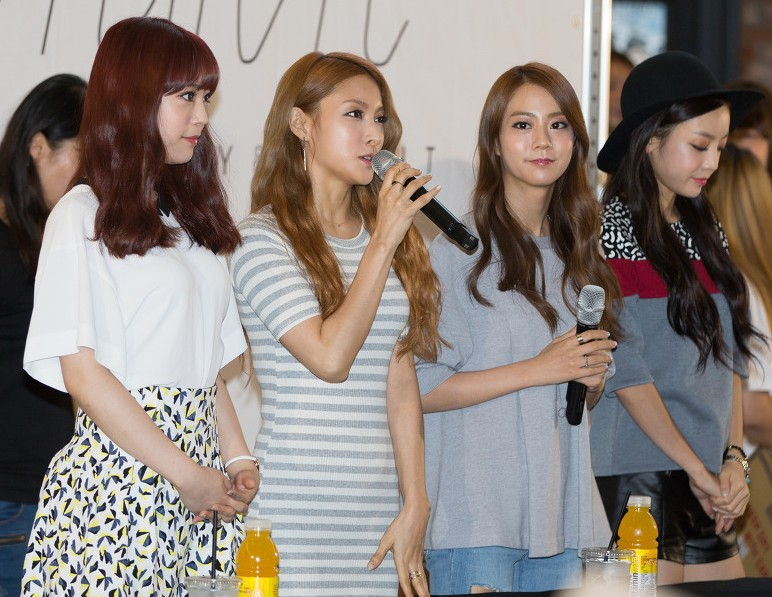
『DAY & NIGHT』ファンサイン会にて（2014年8月30日）

2014年8月18日、ホ・ヨンジを加え再び4人体制となった新生KARAがプロデューサーにイダンヨプチャギを迎え、6thミニアルバム『DAY & NIGHT』をリリース。ソウル上岩洞（サンアムドン）SBSプリズムタワーでショーケース及び記者懇談会が開催された。収録曲「이야기 （Story）」は、ギュリ、スンヨン、ハラが作詞を手がけた。これは愛する人と別れた後の気持ちを歌っているが、「これはグループを離れたニコルとジヨンへのメッセージか」という問いにスンヨンは「3人のそれぞれの物語を歌詞に移し、修正して合わせて作った。その中にある内容はみなさんの想像に任せたい」と伝えた。
2014年8月24日、SBS「人気歌謡」放送後、近くにあるクアム公園でミニファンミーティングを開催。メンバーたちが自ら企画し、自費で準備し、250人のファンに直接食べ物を配るなどした。
2014年8月27日、「SHOW CHAMPION in 清州」でタイトル曲「マンマミーア!」で1位を獲得。
2014年12月15日、DSPメディア所属アーティストが参加した初のプロジェクトアルバム『White Letter』をリリース。

### IN LOVE：最後の活動

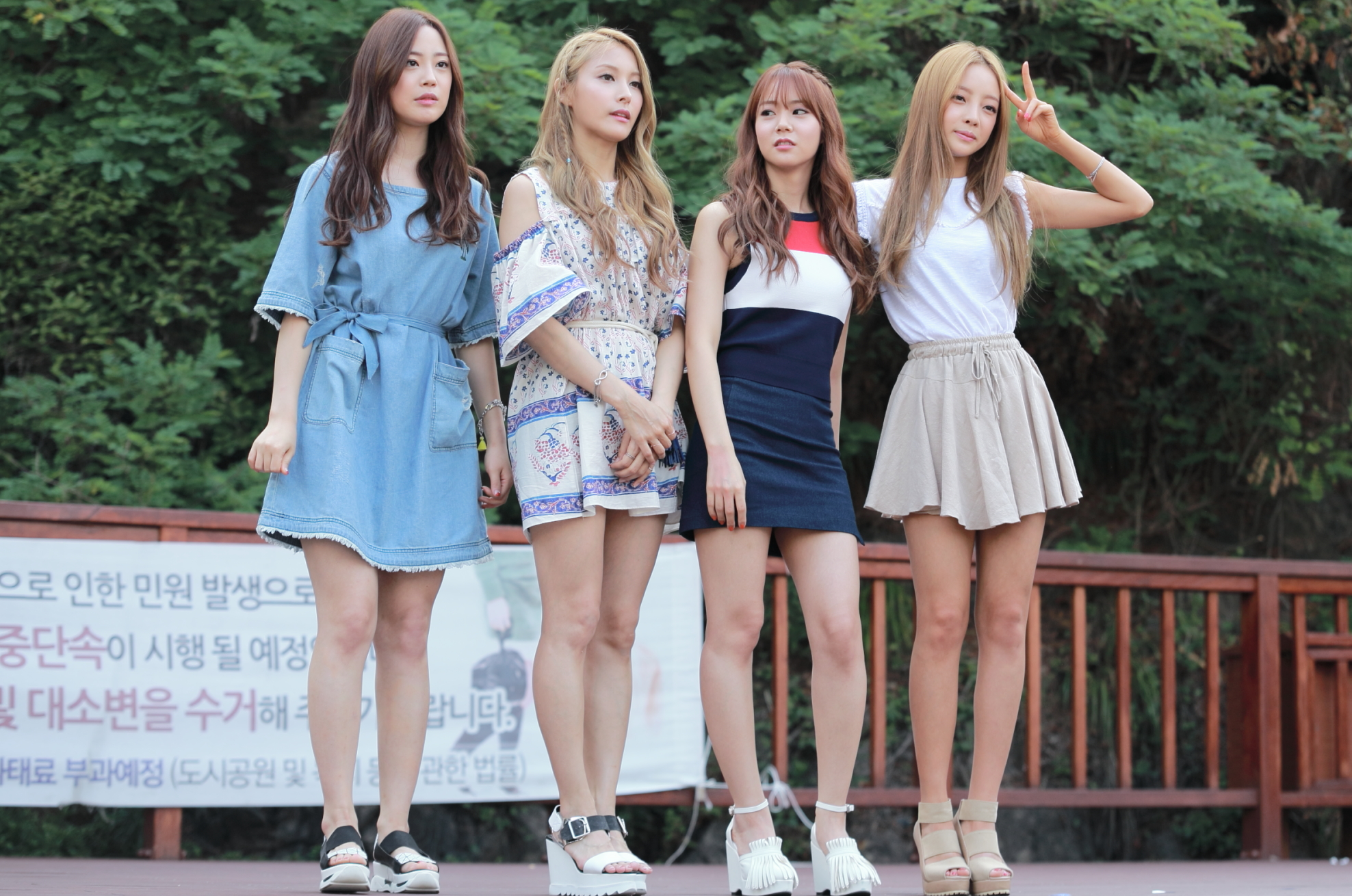
（2015年6月21日）

2015年5月26日、7thミニアルバム『IN LOVE』をリリース。タイトル曲「CUPID」は、V.O.Sのチェ・ヒョンジュンとチョン・ホヒョンによるプロデュースチームe.oneとEJ SHOWが手がけた。
6月3日、『THE SHOW』でタイトル曲「CUPID」で1位を獲得。

### 事実上のKARA解散
2016年1月15日、2月2日付でギュリ、スンヨン、ハラのDSPメディア専属契約が満了することを発表した。ギュリ、スンヨン、ハラの3名は再契約しない一方、ヨンジは事務所に残り、DSPメディアで引き続き活動する旨を発表した。その後、ハラがキーイーストと、スンヨンがJ,wide-companyと、ギュリがモーションメディアと専属契約を締結した。これにより、グループは事実上の解散となったが、最終メンバー達は解散を否定している。
2019年11月24日、ハラがソウル市内の自宅で死亡した状態で発見された。

### MOVE AGAIN：再始動
2022年9月19日、ギュリ、スンヨン、ヨンジ、2014年に脱退したニコル、ジヨンを含めた5人で再始動。
2022年11月29日、デビュー15周年記念アルバム『MOVE AGAIN』をリリース。同日、日本・京セラドーム大阪にて開催されたMnet Asian Music Awardsに出演し、再始動後初めて舞台を披露した。
2022年12月16日、「WHEN I MOVE」が『ミュージックバンク』で1位を獲得。音楽番組1位獲得は7年6か月ぶりとなる。
2024年7月24日、スペシャルシングル『I Do I Do』を日韓同時リリース。

## 日本での活動

### 2010年
2月7日、赤坂BLITZにおいて、日韓を通じてKARAとしては初となる単独ショーケース『KARA First Showcase in JAPAN 2010』が2回開催された。当初、この公演は夕方からの1回だけの予定であったが、同日正午開始の追加公演が急遽設定された。
4月28日、『KARA SPECIAL PREMIUM BOX FOR JAPAN』を初回限定発売。
5月8日、日本でのスペシャルCDボックス『KARA SPECIAL PREMIUM BOX FOR JAPAN』の発売記念イベントが、グランドプリンスホテル赤坂にて開催された。
5月9日、日本での公式ファンクラブの発足に伴うファンミーティングが、横浜みなとみらい大ホールにて開催された。
8月11日、日本第1弾シングル『ミスター』を発売、日本デビューを飾った。「ミスター」の振付の特徴である「ヒップダンス」が日本でも話題となる。渋谷109前にてサプライズライブを行ったが、通行人とファンが密集し、人が車道まで溢れてしまう事態となってしまったため、3分で中断された。
8月13日、MTV『MTV ZUSHI FES 10 supported by RIVIERA』に、サプライズ・ライブ・ゲストとして出演。8月14日、『ミスター』発売記念握手会が新木場スタジオコーストにて開催され、10,000人（または 4,800人）のファンが詰めかけた。
8月17日発表のオリコンCDシングル週間ランキング（8月23日付）で、『ミスター』が初登場5位にランクインする。海外女性グループのデビュー曲としては、1980年12月15日付の週間ランキングでイギリスのノーランズの『ダンシング・シスター』で7位を記録して以来、29年8か月ぶりのトップ10入りを果たした。さらにアジアの女性グループとしては初の快挙となり歴史に名を残す事となったと報じられた。
9月29日、ベストアルバム『KARA BEST 2007-2010』（朝鮮語版、歌詞・日本語対訳付）発売。最高位はオリコンCDアルバム週間ランキング2位。
11月10日、日本第2弾シングル『ジャンピン』発売。最高位はオリコンCDシングル週間ランキング5位。2010年11月13日愛知県のラグーナ蒲郡（ラグナート）の点灯式とミニライブにKARAが出演。
11月24日、日本第1弾オリジナルアルバム『ガールズトーク』発売。最高位はオリコンCDアルバムデイリーランキング1位（2011年2月11日から2月14日まで4日連続で1位）、オリコンCDアルバム週間ランキング2位。発売1か月で20万枚以上の売り上げを記録した。
12月1日、「レコチョク年間ランキング2010」において、新人アーティストランキング「着うたフル」部門で1位、新人アーティストランキング「着うた」部門で2位、「ミスター」が着信ムービーランキングで1位、ビデオクリップランキングで3位をそれぞれ獲得した。
12月20日、2010年に日本で発売したKARAの「シングル2作・アルバム5作・DVD1作」の計8作で13億円を売り上げ、「第43回オリコン年間ランキング2010」の新人セールス部門でKARAが1位となった。また、「作品別シングル売上金額ランキング」新人セールス部門でKARAの「ジャンピン」が3位となった。

### 2011年
1月10日から放送、ロッテ「ガーナミルクチョコレート」（バレンタイン篇2011）のCMソングに、KARAの「SOS」が採用され、武井咲らとともにCMに出演した。
1月14日から放送のドラマ『URAKARA』(テレビ東京系)で、日韓通じて初のドラマ主演。オープニングテーマ曲はKARAの「SOS」、主題歌にはKARAの「今、贈りたい「ありがとう」」が使用された。
2月23日、MV集・DVD『KARA BEST CLIPS』（歌詞・日本語対訳付）発売。初回盤は2枚組。2枚目には、KARAのメンバーが自分達のMVを見ながら語る「リアルガールズトーク」が収録されている。最高位はオリコンDVD総合・DVD音楽デイリーランキング1位、オリコンDVD総合・DVD音楽週間ランキング1位。オリコンDVD総合1位は海外女性アーティストとしては史上初。また初週に13.2万枚を売り上げ、女性アーティストのミュージックビデオ集としては、倉木麻衣の記録を上回り、初週売上史上最高記録となった。また発売週より2週連続でオリコンDVD総合1位となり、海外アーティストとして初の快挙となった。
3月5日、「第12回東京ガールズコレクション 2011 SPRING/SUMMER」において、KARAがヘアカラーブランド「Palty」のCMに出演することが発表された。CMタイアップ曲は「ガールズ ビー アンビシャス!」。
3月10日、テレビ朝日『ミュージックステーション』（3月18日放送分）にKARA分裂騒動後初めて生出演することが報じられた。その後、スタジオがある東京都が3月11日発生の東日本大震災の影響で韓国政府から（旅行時の安全注意を促す）旅行留意地域に指定され、KARAがこれを理由に来日を取り止めたため、出演は取り消された。
3月15日、東日本大震災に関し被災したファンに向けて公式ファンクラブサイトに手書きのメッセージを載せた。また、3月23日に発売予定のシングル『ジェットコースターラブ』の原盤印税のうち、DSPメディアに支払われる分を全額、同震災の義捐金として寄付することが同社から発表された。
3月16日、日本第3弾シングル『ジェットコースターラブ』が、商品流通を控えて震災被災地への救援物資輸送を優先させるために発売延期となることが発売元から発表された。
3月23日、ハラが東日本大震災の被災地への支援として、1億ウォン（約720万円）を寄付した。収益金を寄付することになっていた『ジェットコースターラブ』が震災で発売延期になり、「ハラが切ない気持ちで、まず寄付を決めた」と所属事務所より発表された。
4月6日、日本第3弾シングル『ジェットコースターラブ』発売。最高位はオリコンCDシングルデイリーランキング1位、オリコンCDシングル週間ランキング1位。発売初週に12.3万枚を売り上げ、4/18付週間シングルランキング1位となった。海外女性グループのシングル初登場首位は、1968年1月のオリコンシングルランキング発表開始以来、43年4か月で初の快挙である。
4月6日、CDシングル『Merry Love』（KARAジヨン、超新星ソンジェ）発売。2010年12月16日に韓国ではデジタル配信のみでリリースされたクリスマスソング。
4月6日、KARA初主演ドラマ・DVD『URAKARA』Vol.1、発売。
4月12日、KARA初主演ドラマ『URAKARA』、BSジャパンで全国放送スタート。
6月1日、韓国ソウルで6月11日に行われるファンミーティング「今、伝えたい言葉…」を日本全国の映画館83館84スクリーン（5月31日現在）で生中継することが発表された。今回のファンミーティングのために「今、贈りたい「ありがとう」」の朝鮮語版を作成し初披露する。
6月2日、KARAがLG Electronics 「スマートフォン Optimus bright」のイメージキャラクターに抜擢され、6月29日に発売されるシングル曲「GO GO サマー!」をアレンジした「GO GO サマー bright!」がCMソングに採用されることが発表された。
7月5日、6月29日に発売した日本第4弾シングル『GO GO サマー!』（振付の特徴は、KARAパラ）は初週で11.4万枚を売り上げ、『ジェットコースターラブ』に続き2作連続で初週売上10万枚突破となった。2作連続での初週売上10万枚突破は海外女性アーティストとして史上初の快挙である。最高位はオリコンCDシングル週間ランキング2位。
7月6日、「レコチョク2011年上半期ランキング」において、アーティストランキング（ダウンロード（シングル）部門）で4位、アーティストランキング（「着うた®」部門）で4位を獲得した。
7月30日、日本初となるK-POP野外イベント「LOVE-1 FESTIVAL 2011」に出演し、トリを務めた。
8月6日、日本において初のファンミーティングを神奈川県の横浜アリーナで、「今、贈りたい言葉…」を開催した。ファン1万人を集め、「ジャンピン」「ミスター」「GO GO サマー!」などの日本語曲7曲と「Lupin」などの朝鮮語曲3曲の計10曲を披露した。「KARA BEST CLIPSII & SHOWS」に収録。
10月5日、韓国盤3集アルバム『STEP』（日本仕様盤、朝鮮語版、歌詞・日本語対訳付）発売。「STEP」の振付の特徴は、骨盤ダンス。最高位はオリコン洋楽アルバム週間ランキング1位、オリコン洋楽アルバム月間ランキング1位。
10月12日、『KARA's All about Beauty』（DVD+BOOK）発売。最高位はオリコンDVD総合デイリーランキング1位。
10月19日、日本第5弾シングル『ウィンターマジック』発売。振付の特徴は、愛きょうダンス。
11月23日、日本第2弾オリジナルアルバム『スーパーガール』発売。最高位はオリコンCDアルバムデイリーランキング1位、オリコンCDアルバム週間ランキング1位、オリコンCDアルバム月間ランキング1位、オリコンCDアルバム年間ランキング7位。
11月29日、ファミリーマート「フライドチキン」テレビCM『KARAクリスマス』篇、放送開始。『KARA女子会』篇。「キチンとチキン♪」の歌（作詞・作曲：藤岡藤巻、歌：KARA）の振付の特徴は、チキンダンス。
12月19日、「第44回オリコン年間ランキング2011」のアーティスト別トータルセールス部門で、KARAが49.3億円（181.9万枚）で年間4位となった。また、アルバム『スーパーガール』が発売から3週間で45.1万枚を売り上げ、作品別アルバム売上枚数部門で年間7位となった。
12月21日、DVD『KARA VACATION 2』（フォトブック付き、初回生産限定盤）発売。
12月23日、DVD『KARAベーカリー』（写真集付き）発売。
12月31日、『第62回NHK紅白歌合戦』、初出場。

### 2012年
1月25日、DVD『KARADISE 2012、IN PARIS』（日本国内盤、数量限定商品）発売。
2月15日、DVD『STEP IT UP』（日本国内盤、数量限定商品）発売。
2月29日、DVD Blu-ray Disc『KARA BEST CLIPSII & SHOWS』（日本国内盤、数量限定商品）発売『KARA BEST CLIPS』Blu-ray Disc 発売
3月21日、ギュリの声帯ポリープ切除とニコルの左足首靭帯損傷と悪いコンディションの中、日本第6弾シングル『スピード アップ/ガールズ パワー』発売。
4月11日、『スーパーガール JAPAN TOUR Special Edition』発売。
4月14日 - 5月27日、「KARA 1st JAPAN TOUR 2012『KARASIA』」（全国10公演）を開催。
9月5日、ソロ曲アルバム『KARAコレクション』発売。
10月17日、日本第7弾シングル『エレクトリックボーイ』発売。オリコンCD週間ランキング2位を獲得。
10月20日、『LOVE Concert in KOBE』 六甲アイランド（神戸市）に出演。スンヨンとハラは司会を務める。
10月21日、東京ビッグサイト西4ホールにて約1万人とハイタッチ会開催。
11月14日、日本第3弾オリジナルアルバム『ガールズ フォーエバー』、ライブ映像『KARA 1st JAPAN TOUR 2012 KARASIA』発売。

### 2013年
1月6日、K-POPガールズグループ初の東京ドーム公演単独ライブ「KARASIA 2013 HAPPY NEW YEAR in TOKYO DOME」を開催。
1月8日、「第27回日本ゴールドディスク大賞」ベスト・エイジアン・アーティスト受賞。
3月27日、日本第8弾シングル『バイバイ ハッピーデイズ!』を発売。
7月24日、日本第9弾シングル『サンキュー サマーラブ』を発売。
8月28日、日本第4弾オリジナルアルバム『FANTASTIC GIRLS』を発売。
10月8日 - 11月24日、横浜アリーナを皮切りに、福岡、大阪、名古屋、福井、さいたま、神戸で約14万人動員の「KARA 2nd JAPAN TOUR 2013 KARASIA」を開催した。

### 2014年
5月31日、後にKARAのメンバーとなるホ・ヨンジを含む7名のDSP練習生BABY KARAが、たまプラーザでミニライブを開催。
6月1日、日本武道館において「KARA FAN MEETING 2014 KAMILIA ADVENTURE」（昼・夜2部）を開催。
8月27日、日本第11弾シングル『マンマミーア!』を発売。翌28日、「マンマミーア！発売記念！！お台場新大陸スペシャルミニLIVE」を開催。
10月24日 - 11月19日、福岡、名古屋、岡山、石川、新潟、大阪、横浜において「KARA 3rd JAPAN TOUR 2014 KARASIA」（全10公演）を開催。

### 2015年
2月14日、グランドプリンスホテル新高輪・飛天の間において「KARA バレンタインパーティー 2015」（昼・夜2部）を開催。
5月2日、東京体育館において「KARA FAN MEETING 2015 KAMILIA FESTIVAL」（昼・夜2部）を開催。
5月5日、日本第12弾シングル『サマー☆ジック/Sunshine Miracle/SUNNY DAYS』を発売。
6月17日、日本第5弾オリジナルアルバム『Girl's Story』を発売。
6月30日、日本デビュー5周年記念企画フィットネスDVD「KARA the FIT（カラ・ダ・フィット）」を発売。
8月7日、「LAVIE presents MTV ZUSHI FES 15 supported by RIVIERA」に出演。（神奈川県：リビエラ逗子マリーナ特設会場）
8月15日、ギュリ From The Airportが「SUMMER SONIC 2015」に出演。（大阪：舞洲サマーソニック大阪特設会場 FLOWER STAGE）
9月1日 - 9月29日、大阪、名古屋、金沢、広島、岡山、福岡、横浜において「KARA THE 4th JAPAN TOUR 2015 KARASIA」（全13公演）を開催。

### 2016年
7月2日、ステラボールにおいてヨンジ単独のファンミーティング「YOUNGJI FANMEETING 2016 〜Nice to see U〜」（昼・夜2部）を開催。

### 2017年
2月18日、品川インターシティーホールにてヨンジ単独ファンミーティング「YOUNGJI FANMEETING 2017 〜SWEET TIME〜」（昼・夜2部）を開催。

### 2018年
1月27日・28日、東京ドームシティーホールで開催された「WORLD WIDE 2018」にヨンジが出演。
8月12日、恵比寿ガーデンルームにてヨンジ単独ファンミーティング「KARA YOUNGJI HAPPY BIRTHDAY PARTY 2018」（昼・夜2部）を開催。

### 2022年
11月29日、京セラドーム大阪で開催された「Mnet Asian Music Awards 2022」に出演。ヒット曲「Lupin」「STEP」「ミスター」、新曲「WHEN I MOVE」の4曲を披露した。
12月7日、デジタルシングル「WHEN I MOVE（Japanese Version）」が配信開始。 
12月21日、韓国でリリースされたデビュー15周年記念アルバムの日本盤アルバム『MOVE AGAIN - KARA 15TH ANNIVERSARY ALBUM [Japan Edition]』 が発売。
12月23日、テレビ朝日系『ミュージックステーション ウルトラSUPER LIVE 2022』に出演。同番組への出演は約10年半ぶりとなる。

### 2023年
2月23日から3月3日にかけて、大阪、福岡、横浜において8年ぶりとなる公演「KARA 15TH ANNIVERSARY FAN MEETING 2023～MOVE AGAIN～」（全5公演）を開催。
3月6日、「しゃべくり007」（日本テレビ系）に12年ぶりに出演。番組後半で、メンバーのあこがれであったYOSHIKI（X JAPAN）と共演を果たす。

## 騒動
大韓民国女性家族部や国会議員の間で、KARAを筆頭とした「韓国芸能界における未成年者（19歳未満）の過激な露出」が問題となり、2010年10月にはKARAの所属事務所の代表が国会に召集され、露出規制が議論されている。
KARAの所属事務所のDSPメディアが「インターネットの日本語サイト上に拡散している漫画『K-POPブーム捏造説を追え!』が事実でない悪意のある描写をして名誉毀損をしている」として、少女時代の所属事務所であるSMエンタテインメントと共に、法的措置も含めた「強気な対応」を取ることを表明した。ブブカの兄弟誌『BREAK MAX』に掲載されたこの漫画は作中で、韓国政府と日本の大手広告代理店の電通（作中では「D社」と表現）との間の経済的利害関係をあげて、「少女時代やKARAなどのK-POPブームはやらせである」と示唆している。またチャン・ジャヨンの例を挙げて、KARAを含む韓国芸能界に性接待（性上納・枕営業）や美容整形が蔓延しているかのような、虚偽の描き方をしていた。この「漫画論難」は韓国のメディアで大々的に報じられており、日本の一部メディアでも報じられた。
2011年1月19日、メンバーのスンヨン、ニコル、ジヨンの3人が所属事務所のDSPメディアに専属契約解除を申し出た。アルバム『LUPIN』で人気を得ていた2010年1月 - 6月のメンバー1人当たりの報酬が月14万ウォン（約1万円）しか支払われないのを不服としたもの。騒ぎは一旦沈静化したかに見えたが、2月14日、正式にソウル中央地裁へ訴訟する事態となった。更に3人は、その間の音源販売収益4億1,000万ウォン（約3,044万円）に対し、活動費（経費）が3億9,000万ウォン（約2,895万円）かかったと伝え利益操作されていたことについても指摘している。この問題によりニコルは、レギュラー番組『豪快ガールズ』を途中降板する。4月28日、DSPメディアとスンヨン、ニコル、ジヨンの3人との間で起こった騒動は全て解決したとDSPメディアが報告した（その後、ニコルとジヨンは契約満了を機に脱退）。

## メンバー
※詳細は各項目を参照。
現メンバー
- ギュリ（박규리）（2007年 - 2016年、2022年 - ）
- スンヨン（한승연）（2007年 - 2016年、2022年 - ）
- ニコル（정니콜）（2007年 - 2014年、2022年 - ）
- ジヨン（강지영）（2008年 - 2014年、2022年 - ）
- ヨンジ（허영지）（2014年 - 2016年、2022年 - ）

旧メンバー
- ソンヒ（김성희）（2007年 - 2008年）
- ハラ（구하라）（2008年 - 2016年）※2019年11月24日に死去

## 作品

### 韓国

#### フルアルバム
| No. | リリース      | タイトル              | タイトル曲   |
| --- | ------------- | --------------------- | ------------ |
| 1st | 2007年3月29日 | the First Bloooooming | Break It     |
| 2nd | 2009年7月30日 | Revolution            | Wanna / Mr.  |
| 3rd | 2011年9月6日  | STEP                  | STEP         |
| 4th | 2013年9月2日  | Full Bloom            | Damaged Lady |

#### ミニアルバム
| No. | リリース       | タイトル                       | タイトル曲  |
| --- | -------------- | ------------------------------ | ----------- |
| 1st | 2008年7月25日  | 1st Mini Album                 | Rock U      |
| 2nd | 2008年12月4日  | Pretty Girl                    | Pretty Girl |
| 2nd | 2009年2月18日  | 2nd Mini Album Special Edition | Honey       |
| 3rd | 2010年2月17日  | Lupin                          | Lupin       |
| 4th | 2010年11月16日 | Jumping                        | Jumping     |
| 5th | 2012年8月22日  | PANDORA                        | Pandora     |
| 6th | 2014年8月18日  | DAY & NIGHT                    | Mamma Mia   |
| 7th | 2015年5月26日  | In Love                        | CUPID       |
| 8th | 2022年11月29日 | MOVE AGAIN                     | WHEN I MOVE |

#### デジタルシングル
| No. | リリース       | タイトル                   |
| --- | -------------- | -------------------------- |
| 1st | 2008年10月13日 | GOOD DAY SEASON 2          |
| 2nd | 2009年6月4日   | 똑같은 맘 (The same heart) |
| 3rd | 2010年5月3日   | We're with you             |
| 4th | 2010年8月31日  | 2ME                        |
| 5th | 2013年8月21日  | 둘 중에 하나 (Runaway)     |

#### DSP Family Album
| No. | リリース       | タイトル     | 収録曲 |
| --- | -------------- | ------------ | --- |
| 1st | 2014年12月15日 | White Letter | 収録曲 1. White (DPS Friends) 2. My Angel (KARA) 3. One More Time (RAINBOW) 4. 내 마음을 부탁해 (私の心をお願い) (オ・ジョンヒョク) 5. 첫 사랑 (初恋) (ギュリ、スンヨン of KARA) 6. 연인처럼 (恋人のように) (A-JAX feat.オ・ジョンヒョク) 7. 그대 안의 나 (君の中の私) (ソミン、チェウォン of DPS Girls) 8. 세상속으로 (世界の中で) (KARA) |

#### OST
- 강남엄마 따라잡기 O.S.T（2007年7月10日）
  - ドラマ『江南ママの教育戦争』（SBS）のOSTに「Fighting」で参加。これは、新生KARA以前の4人組だった時代の活動である。
- 韓国版NARUTOエンディングテーマ（2008年9月 - ）
  - 韓国のアニメ専用ケーブルチャンネルトゥーニバースで放送された、『NARUTO疾風伝』（2008年9月 - ）のエンディングテーマ「나비（蝶々）」を担当したが、CD未発売。ネットでは深夜までレコーディングを行うメンバーの映像も公開された。Full Ver.、TV Edit、Full Inst.、TV Edit Insする。
- 꽃보다 남자 O.S.T Part.2（2009年3月6日）
  - 韓国版『花より男子』のOST第2弾に「Love Is Fire」で参加。日本版のCDでもリリースされている。
- 星をとって（별을 따다줘） O.S.T（2010年1月25日）
  - SBSドラマ『星をとって（별을 따다줘）』のOSTにタイトル曲である「星をとって（별을 따다줘）」で参加。
- 実家のお母さん O.S.T（2010年4月2日）
  - 映画『実家のお母さん』のOSTに、3rdミニアルバム『LUPIN』の収録曲「Lonely」が使用された。同曲を使用したMVも作成された。
- 2011 With Friends Part 1（2011年1月17日）
  - 韓国の作曲家キム・ヒョンソクのプロジェクト・アルバムに参加。リナ・パーク（パク・ジョンヒョン）の代表曲「手紙を出すわ（편지할께요／I'll Write You a Letter）」をボサノヴァ調にアレンジしてカバー。

### 日本

#### シングル
| No.  | リリース       | タイトル                                  | 初動売上 | 最高位 |
| ---- | -------------- | ----------------------------------------- | -------- | ------ |
| 1st  | 2010年8月11日  | ミスター                                  | 29,238   | 5      |
| 2nd  | 2010年11月10日 | ジャンピン                                | 54,977   | 5      |
| 3rd  | 2011年4月6日   | ジェットコースターラブ                    | 122,820  | 1      |
| 4th  | 2011年6月29日  | GO GO サマー!                             | 113,873  | 2      |
| 5th  | 2011年10月19日 | ウィンターマジック                        | 78,148   | 3      |
| 6th  | 2012年3月21日  | スピード アップ/ガールズ パワー           | 99,236   | 2      |
| 7th  | 2012年10月17日 | エレクトリックボーイ                      | 57,942   | 2      |
| 8th  | 2013年3月27日  | バイバイ ハッピーデイズ!                  | 65,588   | 2      |
| 9th  | 2013年7月24日  | サンキュー サマーラブ                     | 69,416   | 2      |
| 10th | 2013年11月27日 | フレンチキス                              | 32,677   | 7      |
| 11th | 2014年8月27日  | マンマミーア!                             | 25,702   | 6      |
| 12th | 2015年5月5日   | サマー☆ジック/Sunshine Miracle/SUNNY DAYS | 52,496   | 2      |

#### スタジオアルバム
| No. | リリース       | タイトル              | 初動売上 | 最高位 |
| --- | -------------- | --------------------- | -------- | ------ |
| 1st | 2010年11月24日 | ガールズトーク        | 107,403  | 2      |
| 2nd | 2011年11月23日 | スーパーガール        | 275,206  | 1      |
| 3rd | 2012年11月14日 | ガールズ フォーエバー | 73,224   | 2      |
| 4th | 2013年8月28日  | FANTASTIC GIRLS       | 40,680   | 3      |
| 5th | 2015年6月17日  | Girl's Story          | 14,768   | 6      |

#### スペシャルアルバム
| 種別                 | リリース       | タイトル                           | 初動売上 | 最高位 |
| -------------------- | -------------- | ---------------------------------- | -------- | ------ |
| CD-BOX               | 2010年4月28日  | KARA SPECIAL PREMIUM BOX FOR JAPAN | 3,387    | 29     |
| 朝鮮語ベスト         | 2010年9月29日  | KARA BEST 2007-2010                | 50,666   | 2      |
| 朝鮮語ベスト         | 2012年3月30日  | HITS! HITS! (台湾版)               | -        | -      |
| ソロ曲アルバム       | 2012年9月5日   | KARAコレクション                   | 47,553   | 3      |
| ソロ曲アルバム       | 2013年9月25日  | SOLO COLLECTION                    | 1,374    | 91     |
| 日本語・朝鮮語ベスト | 2013年11月27日 | BEST GIRLS                         | 42,101   | 5      |
| 日本語ベスト         | 2014年3月26日  | KARA SINGLE COLLECTION             | 1,500    | 87     |
| 日本語ベスト         | 2014年3月26日  | KARA ALBUM COLLECTION              | 1,530    | 85     |
| 15周年記念アルバム   | 2022年12月21日 | MOVE AGAIN (Japan Edition)         | 14,012   | 7      |

#### ミュージックビデオ
- ミスター（Music Clip / Dance Shot Ver.）
- ジャンピン（Music Clip / Dance Shot Ver. / au Smart Sports ver. / メンバー別 Ver.）
- ジェットコースターラブ（Music Clip / Dance Shot Ver. / Close-up Ver.）
- 今、贈りたい「ありがとう」（Music Clip）
- GO GO サマー! (Music Clip / Dance Shot Ver. / Director's Cut Ver.)
- ウィンターマジック (Music Clip / Close-up Ver. / メンバー別 Ver.)
- スピード アップ (Music Clip / Close-up Ver./ Another Ver.)
- ガールズ パワー (Music Clip / Dance Shot Ver. / Close-up Ver.)
- エレクトリックボーイ (Music Clip / Dance Shot Ver. / Close-up Ver. / メンバー別 Ver.)
- オリオン （Music Clip / Close-up Ver.）
- バイバイ ハッピーデイズ! (Music Clip / Dance Shot Ver. / DRAMA Ver. / メンバー別 Ver.)
- サンキュー サマーラブ (Music Clip / Dance Shot Ver. / メンバー別 Ver.)
- フレンチキス（Music Clip / Close-up Ver. / メンバー別 Ver.）
- マンマミーア!（Music Clip / Dance Shot Ver.）
- サマー☆ジック（Music Clip / Dance Shot Ver. / メンバー別 Ver.）
- WHEN I MOVE (Japanese Version)（Music Clip）

#### タイアップ
| 楽曲                         | 内容 | 収録作品                                                      |
| ---------------------------- | --- | ------------------------------------------------------------- |
| ジャンピン                   | フジテレビ系『めざましどようび』テーマソング KDDI「au Smart Sports Run&Walk」のキャンペーン『auサンタの挑戦状 by KARA』CMソング | 日本2ndシングル『ジャンピン』                                 |
| SOS                          | ロッテ「ガーナミルクチョコレート」『バレンタイン篇2011』CMソング テレビ東京系ドラマ24『URAKARA』主題歌                          | 日本1stオリジナルアルバム『ガールズトーク』                   |
| ジェットコースターラブ       | TBCグループ「エステティックTBC」TVCM『キレイは、TBCカラ』、『TBCに行こう!』CMソング                                             | 日本3rdシングル『ジェットコースターラブ』                     |
| 今、贈りたい「ありがとう」   | テレビ東京系ドラマ24『URAKARA』主題歌                                                                                           | 日本3rdシングル『ジェットコースターラブ』                     |
| ガールズ ビー アンビシャス!  | ダリヤ「パルティ 泡パックヘアカラー」TVCM『泡KARAデビュー!』CMソング                                                            | 日本4thシングル『GO GO サマー!』                              |
| GO GO サマー!                | TBS『ツボ娘』2011年7月エンディングテーマ                                                                                        | 日本4thシングル『GO GO サマー!』                              |
| GO GO サマー!（bright Ver.） | 「LG Electronics スマートフォン Optimus bright (L-07C)」CMタイアップソング                                                      | 未収録                                                        |
| ガールズ パワー              | ダリヤ「パルティ カラーリングシリーズ」TVCM『KARA カラーバルーン』CMソング                                                      | 日本6thシングル『スピード アップ/ガールズ パワー』            |
| スピード アップ              | 大塚製薬「ソイカラ(SoyCarat)」TVCM『腰につける』、『太ったKARA』CMソング                                                        | 日本6thシングル『スピード アップ/ガールズ パワー』            |
| GO GO サマー! 2012           | 第一興商「LIVE DAM フリカラ」TVCM『フリカラ 誕生』、『フリカラ いろんな角度カラ』CMソング                                       | 日本スペシャルアルバム『KARAコレクション』                    |
| シェイク イット アップ       | MTG「CUVILADY」TVCM『Are You Ready?』CMソング                                                                                   | 日本3rdオリジナルアルバム『ガールズ フォーエバー』            |
| サマー☆ジック                | フジテレビ系『ウチくる!?』2015年4月・5月度エンディングテーマ                                                                    | 日本12thシングル『サマー☆ジック/Sunshine Miracle/SUNNY DAYS』 |

## 出演
※レギュラー番組のみ記載。

### 韓国

#### テレビ番組
- SelfCamera Season1（M.net 2007年8月8日 - 2007年12月12日）
- SelfCamera Season2（M.net 2008年8月19日 - 2008年10月7日）
- KARA 同居同楽!（KBS 2TV 2008年9月21日 - 2008年10月19日）
- アイドル軍団 トッタクニョ Season（MBC 2009年4月3日 - 2009年4月23日）
- KARA's Meta Friends 〜KARAの親友探し〜（MTV 2009年5月26日 - 2009年7月14日）
- Kara Bakery（M.net 2009年11月25日 - 2010年1月13日）
- SBS人気歌謡（SBS 2011年11月20日 - 2012年8月19日）＊ニコル、ハラのみ（司会）

#### ラジオ番組
- スーパージュニア Kiss the Radio（KBS 2008年 - 2010年4月）＊ギュリ、ジヨンのみ
- シンドン キム・シニョンの退屈打破（MBC 2009年 - 2010年4月）＊ハラ、ジヨンのみ

#### テレビドラマ
- シークレット・ラブ 2014年6月-7月
  - 「天使とコーヒーを」ギュリ
  - 「彼女のバケットリスト」ハラ
  - 「会いたい」スンヨン
  - 「ライラック」ジヨン
  - 「7日間のサマー」ニコル

#### 広告
- レモナ（2007年、ビタミン剤）
- テイルズウィーバー（2008年、ゲーム）
- ecorre（2009年、化粧品）
- I-Musician（2009年、モバイルゲーム）
- COB Chicken（2009年、チキンデリバリー）
- Ottogi（2009年、カップ麺）＊CMソング有
- Les More（2009年-2010年、シューズ）
- ヨリジョリ1号店（2009年、ゲーム）
- ハイパス（2009年、電子機器）＊ラジオ広告
- PIZZA ETANG（2009年-2010年、ピザ）＊CMソング有
- D'Maris（2009年、ファミリーレストラン）＊CMソング有
- クラウンベーカリー（2009年-2010年、パン）
- フリースタイル（2009年、ゲーム）
- テールズランナー（2009年、ゲーム）
- ペペロ（2010年、お菓子）
- Mistine BB（2010年、インターネット）
- Pride（2011年 Kia Motors インターネット）
- NATURE REPUBLIC（2011年、化粧品） ＊ギュリ、ハラ、ジヨンのみ
- スニッカーズ（2011年、お菓子）＊スンヨン、ハラのみ
- UNIONBAY（2012年、カジュアルブランド）＊スンヨン、ジヨンのみ
- K-SWISS（2013年、スポーツブランド）
- Coreana（2015年、化粧品）

#### オンラインショッピング
- KARAYA（2010年5月、KARAオンラインショッピングモール）＊ギュリ、ハラ、ジヨンのみ

### 日本

#### テレビドラマ
- URAKARA（テレビ東京、2011年1月14日 - 4月8日）

#### 広告
- KDDI「au Smart Sports Run&Walk」
  - 『auサンタの挑戦状 by KARA』（2010年11月1日 - 12月24日）
- TBCグループ「エステティックTBC」
  - 第1弾『キレイは、TBCカラ』篇（2011年2月2日 - ）
  - 第2弾『TBCに行こう!』篇（2011年4月20日 - ）
- ダリヤ「パルティ 泡パックヘアカラー」
  - 第1弾『泡KARAデビュー!』篇（2011年3月25日 - ）
  - 第2弾『KARA カラーバルーン』篇（2012年3月16日 - ）
- LG Electronics 「ドコモ スマートフォン Optimus bright（L-07C）」
  - 『ミニバン』篇、『ダンス』篇（2011年6月15日 - ）
- 大象ジャパン「紅酢（ホンチョ）」
  - 第1弾『美BODY』篇（2011年8月29日 -）
  - 第2弾『キレイを目指そう!失恋した時こそキレイになろう』篇、『キレイを目指そう!どんな男の前でも油断するな』篇（2012年4月20日 -）
  - 第3弾『KARAのキレイは、ホンチョから』篇（2023年4月24日 -）
- ファミリーマート「フライドチキン」
  - 『KARAクリスマス』篇、『KARA女子会』篇（2011年11月29日 -）
- ロート製薬「ロートCキューブ」
  - 第1弾『新しくなったKARA』篇（2012年3月21日 - ）
  - 第2弾『アイランド』篇（2012年7月16日 - ）
- 大塚製薬「ソイカラ（SoyCarat）」
  - 第1弾『腰につける』篇、『太ったKARA』篇（2012年4月14日 - ）
  - 第2弾『ソイカラのうた』篇（2012年9月22日 - ）
  - 第3弾『ソイカラのうた クリスマス』篇（2012年11月30日 - ）
- 第一興商「LIVE DAM フリカラ」
  - 『フリカラ 誕生』篇、『フリカラ いろんな角度カラ』篇（2012年7月20日 - ）
- MTG「CUVILADY」
  - 『Are You Ready?』篇（2013年3月8日 - ）
- エクスコムグローバル「イモトのWiFi」
  - 『GO GO サマー！』篇（2023年8月3日 - ）

#### ゲーム
- フリスタ! -Street Basketball-（2010年8月3日 - 、JC Global、「2010年フリスタ!プラス サマーHOTフェスタ!」イベント）
- テイルズランド（2010年12月21日 - 、「KARAと一緒にFINAL OPEN TEST!」]イベント）

## 受賞歴
| 年   | 内容 |
| ---- | --- |
| 2007 | - KOCCA5月月間優秀新人アルバム賞 - サイワールドデジタルアワード賞 - Ministry of Culture, Sports and Tourism & Korea Culture and Content Agency 最優秀新人賞 |
| 2009 | - 第11回 Mnet Asian Music Awards - 'Honey'ダンス音楽賞 - 第1回 Melon Music Awards - Top 10 - Soompi Gayo Awards - トップガールズグループ賞 - 2009年トップ10シンガーズ賞 |
| 2010 | - 大韓民国演芸芸術賞授賞 歌手賞 - 第19回 ソウル歌謡大賞 本賞 - Soompi Gayo Awards - トップガールズグループ賞 - 2010年トップ10シンガーズ賞 - 2010年トップ20ソングス賞 - アジア・ソング・フェスティバル 最優秀アジアグループ賞 - 第52回日本レコード大賞 企画賞 |
| 2011 | - コリアインターナショナルアワーズ - 年間最優秀国際歌手賞 - トップ 5国際歌手賞 - 最優秀J-Pop歌手賞 - J-Pop歌手トップ5賞 - 最優秀K-Pop音楽賞 - K-Pop音楽トップ5賞 - 最優秀ガールズグループ賞 - ガールズグループトップ5賞 - 最高人気賞 - Soompi Gayo Awards トップ50ソングス賞 - アジア・ソング・フェスティバル 最優秀アジアグループ賞 - 第25回 日本ゴールドディスク大賞 - 洋楽部門 ニュー・アーティスト・オブ・ザ・イヤー - 洋楽部門 ザ・ベスト3・ニュー・アーティスト - Ministry of Culture 2011 Content One Mind New Year Greeting 韓流名誉賞（音楽） - 第40回 ベストドレッサー賞 インターナショナル部門 - 文化体育観光部 コンテンツ産業賞 - 第5回 Mnet 20's Choice Awards 韓流スター賞 - K-Pop Lovers! Awards アルバム・オブ・ザ・イヤー（スーパーガール） - Melo Awards ベスト・クロスオーバー・アーティスト賞（日本） - 第53回日本レコード大賞 - 'GO GO サマー!'優秀作品賞 |
| 2012 | - 第26回 ゴールデンディスク賞 レコード部門 本賞 - 第26回 ゴールデンディスク賞 レコード部門 最高韓流賞 - 第21回 ソウル歌謡大賞 本賞 - 第21回 ソウル歌謡大賞 韓流特別賞 - 第26回 日本ゴールドディスク大賞 - ベスト・エイジアン・アーティスト - ベスト3アルバム アジア部門（「ガールズトーク」） - ソング・オブ・ザ・イヤー・バイ・ダウンロード アジア部門（「ジャンピン」） - ベスト5ソング・ハイ・ダウンロード（「ジャンピン」） - ベスト・ミュージック・ビデオ アジア部門（「KARA BEST CLIPS」） |
| 2013 | - 第24回 ジュエリーベストドレッサー賞 特別賞 女性部門 |
| 2015 | - 第4回 ガオンチャートK-POPアワード ワールド韓流スター賞 - 2015ケーブルテレビ放送大賞 ベストカップル賞 (ハン・スンヨン＆ホン・ジョンヒョン) - ドラマ「女子漫画 靴」 |